# Quintanilla Vivar
Quintanilla Vivar es un municipio situado en la provincia de Burgos, en la comunidad autónoma de Castilla y León (España), comarca de Alfoz de Burgos, partido judicial de Burgos, cabecera del ayuntamiento de su nombre y formado por dos localidades, Quintanilla Vivar (antiguamente Quintanilla Morocisla) y Vivar del Cid, cuna de Rodrigo Díaz de Vivar, el Cid Campeador.
Constituye el punto de partida de la Vía Verde del antiguo Ferrocarril Santander-Mediterráneo.

## Geografía
Quintanilla Vivar está situada en el valle del río Ubierna a orillas de este río.  Está a una distancia de 9 km de Burgos por la carretera N-623. Tiene una extensión de 13,38 km², y habitan en el pueblo 803 habitantes (según INE 2018).
En las cercanías del municipio se encuentra el Real monasterio de Nuestra Señora de Fresdelval, que pertenece al término municipal de Burgos, y al que se suele hacer una romería anual.
Se conserva un antiguo molino de agua que funcionó como industria hasta 1993.
| Noroeste: Villanueva de Río Ubierna | Norte: Sotopalacios | Nordeste: Celada de la Torre                    |
| Oeste: Sotragero                    |                     | Este: Villayerno Morquillas, Celada de la Torre |
| Suroeste: Villarmero                | Sur: Burgos         | Sureste: Burgos, Villayerno Morquillas          |

## Historia

### Edad Media
Se piensa que Quintanilla Morocisla tuvo su origen una pequeña granja amurallada (quintanilla) que surgió con la llegada de una mayor seguridad a la zona al fundar el conde Diego Porcelos, por orden del rey Alfonso, las plazas fuertes de Ubierna y Burgos en el año 884. La granja que dio origen al actual núcleo de población recibió el nombre del que podría ser su primer dueño, Munio Cixila, nombre que acabaría derivando en Muniocisla y, posteriormente en Morocisla.
Antiguamente el pueblo de Quintanilla Morocisla estuvo dividido en dos barrios situados a la ribera del río Ubierna. Uno de ellos estaba entre el actual pueblo y Vivar del Cid, en el paraje llamado Alto de San Pedro, donde se conservó una ermita homónima hasta principios del siglo XX.  En la primera década del siglo XXI se construyó en esta zona una urbanización de chalets y adosados, apareciendo restos de enterramientos medievales.
El otro barrio estaba aguas abajo del actual emplazamiento, también junto al río pero a la otra orilla. Tenía una iglesia consagrada a San Esteban. Se trataba de una zona que sufría frecuentes inundaciones, por lo que las nuevas viviendas se fueron construyendo en sitios más elevados (hacia el barrio del Alto San Pedro). Con el tiempo se construyó en este barrio la actual iglesia consagrada a Santa Eulalia, pero para entonces todas las viviendas particulares se construían en el otro barrio (más alto y con menor riesgo de inundación). Pasados los siglos desapareció el barrio, quedando la iglesia como único recuerdo, en la otra ribera del río que el actual pueblo.

### El Castillo de San Vítores
En plena efervescencia por los enfrentamientos banderizos entre familias nobles que enturbiaron el final del reinado de Enrique IV, Pedro López de Padilla, Adelantado mayor de Castilla, “un poco antes de 1474 iniciaba la construcción de otra fortaleza a la que llamó con el nombre de San Vítores.” Para la construcción de esta fortaleza se eligió un cerro encima del Monasterio de Fresdelval, un lugar estratégico que daba al Adelantado el control absoluto, primero, del valle del río Ubierna junto a los otros dos castillos que ya poseía en este valle (Sotopalacios y Ubierna); y segundo, de la entrada a Burgos por el camino real de Burgos a Laredo, camino importantísimo para la salida de la lana castellana hacia los Países Bajos, principal comercio de Castilla. Sin embargo, la paz en el reino consolidada por la reina Isabel I la Católica hizo innecesario el castillo y pronto quedó abandonado.
A la muerte de Pedro López de Padilla en 1506 la situación en el reino volvía a ser muy agitada. Su sucesor, su hijo “Don Antonio de Padilla aprovechará la delicada situación política, que siguió a la llegada a España de Felipe el Hermoso y su pronta muerte en Burgos, para reforzar su posición iniciando o prosiguiendo sin licencia real, como era preceptivo, la construcción de algunas fortalezas. Entre estas se encontraba la de San Vítores.” Temerosa de que una nobleza aun con más poder pudiese volver a las épocas de conflictos anteriores, “ante este intento de restaurar el castillo de San Vítores, encima del monasterio de Fresdelval, la reina Juana desterraba el 23 de marzo de 1507 a Don Antonio de Padilla fuera de la ciudad de Burgos.” Como no existían privilegios que hubiesen autorizado la construcción de la fortaleza el conflicto entre la reina y el Adelantado se resolvió con el abandono definitivo del castillo.
El Catastro de Ensenada, en el siglo XVIII, aun lo designaba como castillo, en el cerro que hoy en día se conoce como Castillejos, dentro del término municipal de Quintanilla Vivar.

### Edad Moderna
Como dato curioso, en el catastro del marqués de Ensenada (1749), todos los habitantes del pueblo figuran como fijosdalgo (nobles). Independientemente de su condición económica o del oficio que ejercieran. En esa época el pueblo contaba con un hospital de una cama, taberna y casa para clérigos.
Durante el periodo comprendido entre 1785 y 1833, formó parte del Alfoz y Jurisdicción de Burgos en el partido de Burgos, uno de los catorce que formaban la Intendencia de Burgos, tal como se recoge en el Censo de Floridablanca de 1787. Tenía jurisdicción de realengo con alcalde pedáneo.

### Edad Contemporánea

#### Guerra de Independencia
En septiembre de 1812, durante el asedio de Burgos, el general Castaños instaló el cuartel general del 6.º ejército en Quintanilla Vivar.  Con relación a la distribución de unidades acampadas, se sabe que al menos el Regimiento de Infantería Ligera "Voluntarios de Asturias", integrado en el Ejército de Castaños con una fuerza teórica de unos mil hombres, estuvo acampado en el vecino Vivar del Cid.

#### Diccionario de Pascual Madoz
En 1845 Quintanilla Morocisla aparece nombrada indistintamente de las dos formas Morocisla o Vivar, esta última en referencia a su aldea vecina.  Con esta doble nomenclatura aparece en el diccionario de Pascual Madoz, en el que se dice lo siguiente sobre el pueblo:

...su clima es frío, reinan todos los vientos, y las enfermedades más comunes son los catarros, dolores de costado y tabardillos. Tiene 60 casas de mediana construcción, una de ellas de Ayuntamiento, la cual sirve también de cárcel; un palacio antiguo, en estado ruinoso; escuela de primera enseñanza, a la que concurren 32 niños de ambos sexos, dotada con 25 fanegas de trigo; una fuente de cuyas aguas, así como de las del citado río (río Ubierna), se surten los habitantes para sus usos; una iglesia parroquial (Sta. Eulalia), servida por un cura, un medio racionero y un sacristán; un cementerio contiguo en la misma, y una ermita (San Roque), tocando al pueblo. ... El terreno aunque secano es feraz, y se divide en de 4ª, 2ª y 3ª calidad: en él se encuentran abundantes y buenas canteras de yeso y le baña el citado río, cuyas márgenes están bastante pobladas de olmos, chopos y sauces. ... Producción: trigo, alaga y mocho, cebada, avena, yeros, garbanzos, titos, arbejas: cría ganado lanar, yeguar y vacuno, de todo en corto número; caza de codornices, y pesca de truchas, barbos, bermejas, algunas anguilas, muchos cangrejos y otros pececitos...
Diccionario geográfico-estadístico de España y sus posesiones de Ultramar, Pascual Madoz, 1845

A mediados del siglo XIX Vivar del Cid fue unido como pedanía a Quintanilla Morocisla en un único ayuntamiento llamado Quintanilla-Vivar.  Por estar en Quintanilla Morocisla la casa consistorial, el pueblo comenzó a ser apellidado como el municipio, y a principios del siglo XX el apellido de Morocisla quedó definitivamente postergado en favor de Vivar, que es como se la denomina hoy en día.

## Monumentos y lugares de interés
- Iglesia de Santa Eulalia de Mérida.

## Demografía
Quintanilla Vivar cuenta con una población de 900 habitantes (INE 2024).
| Gráfica de evolución demográfica de Quintanilla Vivar entre 1842 y 2021 |
| |
| Población de derecho según los censos de población del INE Población de hecho según los censos de población del INEEn este censo se denominaba Quintanilla y Vivar: 1857. En este censo se denominaba Quintanilla de Vivar: 1877. Entre el censo de 1857 y el anterior, crece el término del municipio porque incorpora a Vivar del Cid. |

Evolución de la población
En 1845 la población de Quintanilla era de 32 vecinos y 109 almas.  La población fue aumentando continuamente hasta llegar al medio millar de personas entre 1930 y 1940.  Se puede observar en el gráfico cómo a partir de la década de 1940 el pueblo fue perdiendo población, que emigraba a la ciudad de Burgos.  A partir de la década de 1991 la cercanía con la misma ciudad ha propiciado la recuperación de la población, con mucha gente que trabaja y hace vida en la ciudad de Burgos, pero que ha encontrado una vivienda en el pueblo a mejor precio que en la gran urbe. Llegó a alcanzar un máximo de población en 2022 de 878 habitantes censados.
| 1877 | 1887 | 1897 | 1900 | 1910 | 1920 | 1930 | 1940 | 1950 | 1960 | 1970 | 1981 | 1991 | 2001 | 2011 | 2021 |
| ---- | ---- | ---- | ---- | ---- | ---- | ---- | ---- | ---- | ---- | ---- | ---- | ---- | ---- | ---- | ---- |
| 398  | 421  | 427  | 440  | 450  | 471  | 507  | 508  | 432  | 412  | 312  | 263  | 306  | 554  | 759  | 872  |

## Cultura

### Festividades y eventos
Fiesta de acción de gracias: Última semana del mes de agosto. Realizada por jóvenes, ayuntamiento y asociación.
En dichas fiestas se realiza cada día de la semana una fiesta temática. Una fiesta dedicada a una de las distintas décadas del presente siglo, otro día fiesta de vaqueros... Y así sucesivamente. El fin de semana se cierra con Grandes Verbenas, el viernes y el sábado. Quedando como uno de los días claves el domingo que cierra la semana de fiestas con una gran paellada popular seguida de un baile en el que se animan todas las generaciones.
Sus fiestas y su iglesia están consagradas a Santa Eulalia de Mérida, que se celebra el 10 de diciembre.

## Administración y política
Las siguientes tablas muestran los resultados de las elecciones municipales celebradas en el año 2003, 2007, 2011, 2015, 2019 y 2023.
| Elecciones municipales, 25 de mayo de 2003 |       |        |            |
| Partido                                    | Votos | %      | Concejales |
| PP                                         | 221   | 60,71% | 5          |
| PSOE                                       | 120   | 32,97% | 2          |
|                                            |       |        |            |
| Elecciones municipales, 27 de mayo de 2007 |       |        |            |
| Partido                                    | Votos | %      | Concejales |
| TC                                         | 140   | 30,04% | 2          |
| SI                                         | 109   | 23,39% | 2          |
| PSOE                                       | 105   | 22,53% | 2          |
| PP                                         | 104   | 22,32% | 1          |
|                                            |       |        |            |
| Elecciones municipales, 22 de mayo de 2011 |       |        |            |
| Partido                                    | Votos | %      | Concejales |
| PP                                         | 217   | 46,07% | 4          |
| PSOE                                       | 160   | 33,97% | 2          |
| IUCyL                                      | 81    | 17,20% | 1          |
|                                            |       |        |            |
| Elecciones municipales, 24 de mayo de 2015 |       |        |            |
| Partido                                    | Votos | %      | Concejales |
| PP                                         | 183   | 41,97% | 3          |
| PSOE                                       | 175   | 40,14% | 3          |
| TC                                         | 55    | 12,61% | 1          |
|                                            |       |        |            |
| Elecciones municipales, 26 de mayo de 2019 |       |        |            |
| Partido                                    | Votos | %      | Concejales |
| PP                                         | 284   | 56,02% | 4          |
| PSOE                                       | 182   | 35,9%  | 3          |
|                                            |       |        |            |
| Elecciones municipales, 28 de mayo de 2023 |       |        |            |
| Partido                                    | Votos | %      | Concejales |
| PP                                         | 259   | 54,41% | 4          |
| PSOE                                       | 174   | 36,55% | 3          |
| EV-PCAS-TC                                 | 32    | 6,72%  | 0          |

### Elecciones de 2007
Tras las elecciones de 2007 la formación de gobierno en Quintanilla Vivar no fue tarea fácil. El pacto tuvo que ser a tres bandas. Los siete concejales se repartieron entre Tierra Comunera, Solución Independiente y PSOE, que se llevaron dos cada uno, mientras que el Partido Popular, el gran derrotado, se quedó con uno. Los malos resultados del PP, perdió cuatro ediles, pudo tener su raíz en la salida del partido de la anterior teniente alcalde, Ana Marín Hernández. La también anterior alcaldesa del PP de la pedanía de Vivar del Cid se presentó por SI y con ella otros dos concejales del PP, consiguiendo dos concejales.

## Personas destacadas
- Rodrigo Díaz de Vivar, el Cid Campeador (c. 1048 - 1099), caballero castellano conquistador de Valencia, y protagonista del Cantar de mio Cid. Nacido en la entidad local menor de Vivar del Cid.
- Ireneo García Alonso (25 de marzo de 1923 – 4 de junio de 2012[15]), obispo de Albacete entre 1968 y 1980.